# Stictopisthus macrocephalus
Stictopisthus macrocephalus är en stekelart som först beskrevs av Gabriel Strobl 1904.  Stictopisthus macrocephalus ingår i släktet Stictopisthus och familjen brokparasitsteklar. Inga underarter finns listade i Catalogue of Life.